# الطاقة في إسبانيا

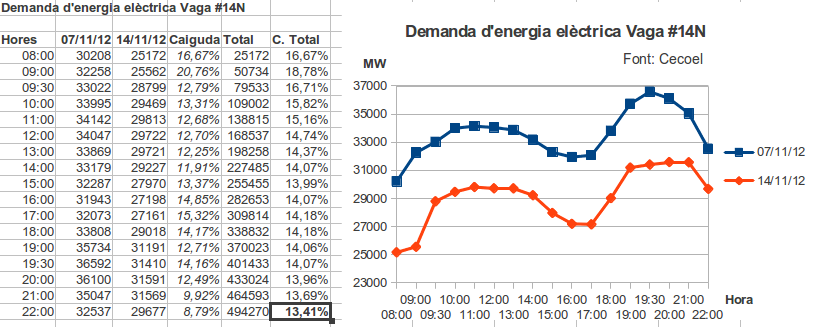
رسم بياني يوضح انخفاض استهلاك الكهرباء في إسبانيا خلال الإضراب العام في 14 نوفمبر 2012 وتأثيره على قطاع الطاقة

يشمل مصدر الطاقة الأولية في إسبانيا في عام 2020 بشكل أساسي المصادر الأحفورية. أكبر المصادر هي البترول (42.3%) والغاز الطبيعي (19.8%) والفحم (11.6%). تمثل الطاقة النووية (12%) ومصادر الطاقة المتجددة المختلفة (14.3%) النسبة المتبقية البالغة 26.3%. يشمل الإنتاج المحلي للطاقة الأولية الطاقة النووية (44.8%) والطاقة الشمسية وطاقة الرياح والطاقة الحرارية الأرضية (22.45) والكتلة الحيوية والنفايات (21.1%) والطاقة الكهرومائية (7.2%) والطاقة الأحفورية (4.5%).
بحلول عام 2030، تخطط الحكومة لبناء محطات توليد طاقة الرياح بقدرة 62 جيجاوات، و76 جيجاوات من الطاقة الكهروضوئية، و4.8 جيجاوات من الطاقة الحرارية الشمسية، و1.4 جيجاوات من طاقة الكتلة الحيوية، و22 جيجاوات من التخزين. من شأن هذا أن يؤدي إلى انخفاض بنسبة 32% في غازات الاحتباس الحراري مقارنة بعام 1990. تتمثل الخطة طويلة الأجل في تحقيق الحياد الكربوني قبل عام 2050.